# Ampsivários

Distribuição dos povos germânicos no século I

Tribos Francas no século III.
Em laranja, o Império Romano; em verde as povoações de tribos francas

Ampsivários (em latim: Ampsivarii) ou ansivários (em latim: Amsivarii; em grego: Ἀνσιβαριοί; romaniz.: ansivarioí) eram uma tribo germânica, anexada aos Francos no século III. Eles surgem no cenário histórico ao mesmo tempo que César em suas incursões na Gália. Estavam localizados no noroeste da Germania, a oeste do rio Ems, que deságua no Mar do Norte. Pelo que sabemos sobre a localização de outras tribos germânicas, eles se localizavam no lugar mais baixo do rio. Ambas as cidades hoje, possuem o seu nome: Emden (Alemanha) e Emmen (Holanda).

## Em Tácito
Eles sequer são mencionados por Tácito. Quando da revolta contra os romanos. Eles se recusaram a apoiar Armínio em seu ataque surpresa contra as três legiões romanas na Batalha da Floresta de Teutoburgo, em 9 d.C ao tentar se estabelecer no Império Romano em meados do século I. A aliança dos povos liderado por Armínio foi, mais tarde, convertida na poderosa confederação dos Francos.
Posteriormente  (em torno de 58 d.C), ele foram atacados pelos Caúcos que ensejavam tomar as suas terras na parte inferior do Ems. Forçados a fugir, eles foram recebidos por várias tribos do oeste da Germânia. Naquela época, o exército romano era um vácuo no baixo Reno, que se tornara uma terra de ninguém, entre os germânicos e a província romana da Bélgica. Os imperadores tinham decidido parar a expansão imperial, e proteger o já conquistado.
Os Frísios acreditando na falta de ação dos romanos, ensejaram uma futura campanha, e assim ocuparam o território ao longo do Reno. Roma pediu para que eles recuassem, quando se recusaram, a cavalaria romana entrou em ação e os dominou.
Os Ampsivários, então, pretenderam o ocupação daquelas terras, seu líder Boiócalo, por ter servido à Roma, na recusa em ajudar Armínio e, considerado amigável por Roma. Todavia seu pedido foi negado, sem razões explícitas, conforme atesta o historiador Tácito.
No entanto, Roma, informalmente, acenou a Boiócalo que aquelas acabariam por serem concedidas. A consideração não é clara, pode ter significado a resultante de uma paz em separado, ou uma submissão a Roma. Em ambos os casos, Boiócalo rejeita a oferta, posteriormente Roma conclui por considerá-lo um traidor. Os Ampsivários então formam uma aliança defensiva com Tencteros e os Brúcteros, duas outras tribos que, mais tarde seriam absorvidas pelos Francos, mas esta aliança é muito fraca e ocorre muio tardiamente. Os romanos penetraram as terras dos Tencteros e tentam exterminá-los. Os Ampsivários não socorrem qualquer um dos seus aliados no momento crítico, e enquanto os romanos se retiram, deixam-nos sozinho, sem que tenham conseguido tirar vantagem naquele momento decisivo.
Eles, então, voltam para o Reno, onde são, às vezes bem-vindos, às vezes repelidos, até que todos os guerreiros são mortos. Os sobreviventes são distribuídos como espólio (ou seja, reduzidos à escravidão). Desaparecem assim, Ptolomeu não os menciona entre os povos germânicos.

## Baixo Império
No entanto, seu nome aparece em uma obra de um historiador dos povos germânicos, Sulpício Alexandre, que nada chegou até nós, senão algumas citações de Gregório de Tours. Em ambos, os Ampsivários aparecem alguns séculos depois da última menção em Tácito (a menos que as citações estejam incorretas, ou tenham se equivocado o historiador Sulpício Alexandre). Nestas citações, um general romano de origem Franca, Arbogasto (m. 394), cruza o Reno para atacar os francos e devastar as posses dos Brúcteros e Camavos. Um exército composto por Ampsivários e Catos, sob a liderança do franco Marcomero surge de repente em uma colina, o que assusta os romanos. Essas circunstâncias sugerem um grupo de Ampsivários havia sido acolhido pelos Catos e que assim, teria mantido a sua identidade durante vários séculos.
Pouco depois da morte de Arbogasto, o imperador Honório fica pouco tempo na França, a Itália foi invadida pelos Godos. É o imperador quem recebe os Bretões que lhe pedem ajuda para defenderem-se contra as invasões dos Anglos e os Saxões. No Notitia Dignitatum que lista as unidades romanas e seus símbolos, uma quantidade de nomes franceses são listados como pertencentes às tropas auxiliares romanas, dentre estas tropas aparece uma unidade formada por Ampsivários.

## Localização
Quando os romanos chegaram, várias tribos foram localizados na região dos Países Baixos, que residiam nas partes habitáveis mais altas, especialmente no leste e sul. Essas tribos não deixaram registros escritos. Todas as informações conhecidas sobre elas durante este período pré-romano é baseada no que os romanos, mais tarde, escreveram sobre as mesmas.

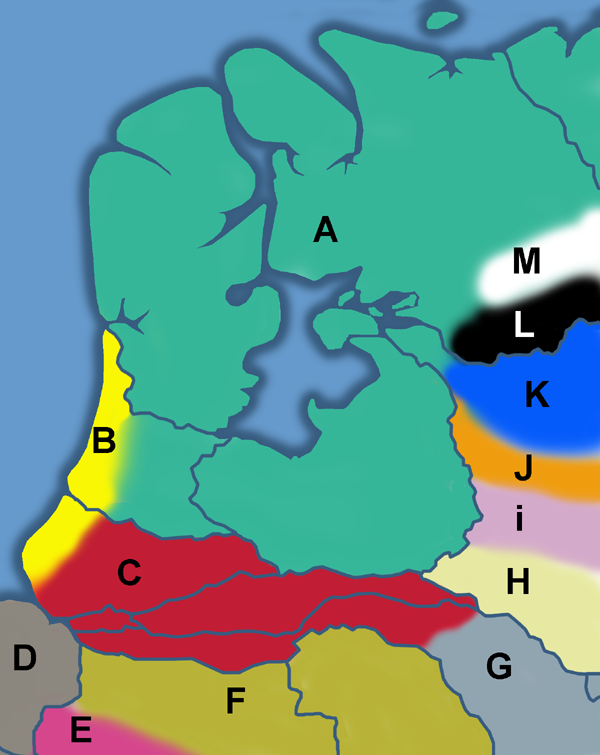
O local aproximado (hoje Holanda) onde as tribos germânicas se assentaram no século I. Os limites exatos são desconhecidos entretanto, e H a M em particular, não devem ser considerados como representações exatas.

As tribos mostrado no mapa à esquerda são:
- A. Frísios,
- B. Caninefates,
- C. Batavos,
- D. Marsos,
- E. Toxandros,
- F. Menápios,
- G. Ampsivários,
- H. Camavos,
- I. Sicambros,
- J. Brúcteros,
- K. Tubantes,
- L. Usípetes e
- M. Tencteros.

Outros grupos tribais não mostrados neste mapa, mas associado com a Holanda são:
- Ambianos,
- Catos,
- Catuários,
- Morinos,
- Salianos,
- Tungros e
- Úbios.